# Антробус, Чарльз
Сэр Чарльз Джеймс Антробус (англ. Charles James Antrobus; 14 мая 1933, Олд Монтроуз, Сент-Винсент — 3 июня 2002, Торонто, Канада) — политический и государственный деятель, Генерал-губернатор Сент-Винсента и Гренадин (1996—2002).
Большую часть свой трудовой карьеры работал в частном секторе и британской телекоммуникационной компании Cable & Wireless plc.
С 1 июня 1996 по 3 июня 2002 года занимал пост генерал-губернатора Сент-Винсента и Гренадин. Его предшественником был Дэвид Эммануэль Джек.
Умер во время курса лечения от лейкоза в Торонто. Похоронен в соборе Святого Георгия, Кингстаун, Сент-Винсент и Гренадины.
На посту и.о.генерал-губернатора его сменила Моника Джесси Дейкон.